# ممیشلر (شوشی)
ممیشلر (به ترکی آذربایجانی: Məmişlər) یک منطقه مسکونی در جمهوری آرتساخ است که در استان شوشی واقع شده‌است.
ممیشلر از سال ۱۹۹۲ میلادی تحت کنترل نیروهای نظامی ارمنستانی است.